# Ascogaster bicarinata
Ascogaster bicarinata är en stekelart som först beskrevs av Herrich-Schäffer 1838.  Ascogaster bicarinata ingår i släktet Ascogaster och familjen bracksteklar. Inga underarter finns listade.